# Rudolf Rimmel

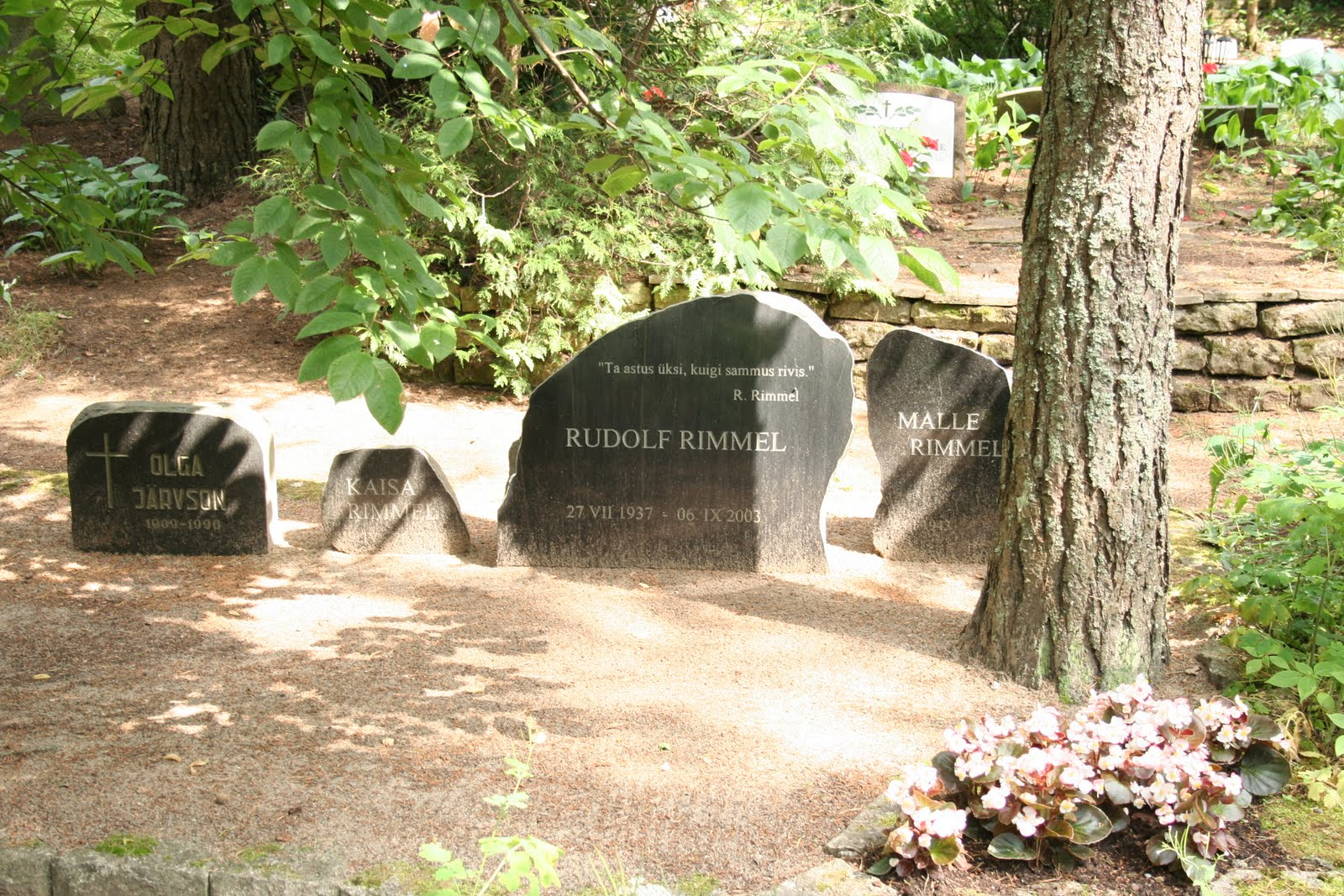
Rudolf Rimmels Grab

Rudolf Rimmel (bis 1945 Rudolf Ein, * 27. Juli 1937 in Gerassimowka, Ostkasaschische Oblast, Kasachische SSR; † 6. September 2003 in Tallinn) war ein estnischer Schriftsteller.

## Leben
Rimmel kam in einer estnischen Siedlung nahe Ust-Kamenogorsk im Altai-Gebirge zur Welt, wobei seine Vorfahren sowohl aus Deportierten als aus freiwillig Ausgewanderten bestanden. Sein Vater wurde 1937 inhaftiert und starb im gleichen Jahr in einem russischen Straflager. Nach dem Tod seiner Mutter (1945) wurde Rimmel von einer in Estland lebenden Tante adoptiert und kam nach Estland. 1956 machte er auf einer russischen Schule in Viljandi Abitur und trat danach in die juristische Fakultät der Universität Tartu ein.
Von 1960 bis 1963 arbeitete Rimmel zunächst bei der Tallinner Miliz. Von 1963 bis 1970 war er in der Redaktion der Satirezeitschrift Pikker tätig. Anschließend war er Konsultant beim Estnischen Schriftstellerverband und ab 1976 Literaturredakteur bei der Zeitschrift Noorus. 1996 ging er, durch eine starke Sehbehinderung beeinträchtigt, in den Ruhestand.
Rimmel war seit 1966 Mitglied des Estnischen Schriftstellerverbands und schied am 6. September 2003 freiwillig aus dem Leben. In seinem Abschiedsbrief rief er die Esten zu einem „Nein“ zur Europäischen Union auf, worüber eine Woche später in Estland in einem Referendum abgestimmt werden sollte.

## Werk
Rimmel debütierte in derselben Lyrikkassette wie Helgi Muller und Aleksander Suuman und wurde von der Kritik zunächst wenig beachtet bzw., in exilestnischen Kreisen, verrissen. Auch seine zweite Sammlung stieß stellenweise auf harsche Kritik, wenn es beispielsweise hieß: „Dichtung gibt es im fraglichen Buch wenig.“ Dennoch publizierte Rimmel weiterhin regelmäßig Gedichtbände und war Anfang der 1960er-Jahre ein „vielgelesener Dichter“. Bisweilen wurde bei ihm der Einfluss „zeitgenössischer russischer Verseschmiede“ festgestellt, manche sahen in seinem Humor Parallelen zu Uno Laht oder Hando Runnel.
Rimmel war trotz seiner Parteimitgliedschaft und vermeintlichen Konformität – in späteren Rezensionen wurde er schon mal als „Dichter der Macht“ bezeichnet – auch ein aufmüpfiger Dichter, der bisweilen von den Behörden schikaniert wurde. Neben Dichtung veröffentlichte er auch mehrere Bände mit Kritiken und Essays.

## Deutsche Übersetzungen
Auf Deutsch liegt ein Gedicht von Rimmel vor, das in der Zeitschrift Sowjetliteratur publiziert wurde: Wie Ozeane Ozeanen sind die Menschen gleich..., übersetzt von Rainer Kirsch. (Heft 6/1970, S. 147)

## Bibliografie
- Hommik. Luuletusi 1958–1963 ('Der Morgen. Gedichte 1958–1963'). Tallinn: Eesti Riiklik Kirjastus 1963. 68 S. (Noored autorid 1963)
- Lüüriline miilits ja kolmteist huligaansust ('Der poetische Milizionär und dreizehn Ausschreitungen'). Tallinn: Eesti Raamat 1964. 76 S.
- Sõna romantikast ('Ein Wort über die Romantik'). Tallinn: Eesti Raamat 1967. 112 S.
- Arabeske. Värsse 1966–1967 ('Arabeske. Verse 1966–1967'). Tallinn: Eesti Raamat 1969. 176 S.
- Sfinks sinilillega ('Sphinx mit Leberblümchen'). Tallinn: Eesti Raamat 1969. 104 S.
- Ööpoeem – Vaikus ('Nachtpoem – Stille'). Tallinn: Eesti Raamat 1970. 144 S.
- Ohvrikivi ('Opferstein'). Tallinn: Eesti Raamat 1972. 152 S.
- Haldjasaar ('Die Feeninsel'). Tallinn: Eesti Raamat 1974. 168 S.
- Armastus esimesest pilgust ('Liebe auf den ersten Blick'). Tallinn: Eesti Raamat 1976. 179 S.
- Pärast haldjasaart ('Nach der Feeninsel'). Tallinn: ER 1977. 252 S.
- Luigelegend ('Schwanenlegende'). Tallinn: Eesti Raamat 1980. 180 S.
- Armastus teisest pilgust ('Liebe auf den zweiten Blick'). Tallinn: Eesti Raamat 1981. 136 S.
- Tasakaal ('Gleichgewicht'). Tallinn: Eesti Raamat 1986. 176 S.
- Maardla ('Bodenschatzvorkommen'). Tallinn: Eesti Raamat 1989. 110 S.
- Usutunnistus ('Glaubensbekenntnis'). Tallinn: Eesti Raamat 1990. 288 S.
- Setu netu. Lori-, lusti- ja lõõplaule aastaist 1983–1993 ajaliselt järgnevas ja muidu segases olekus ('Nix mit Setu. Unsind-, Spaß- und Quatschlieder aus den Jahren 1983–1993 in zeitlicher, ansonsten aber unordentlicher Reihenfolge'). Tallinn: Olion 1994. 144 S.
- Vabamees. 300 nelikvärssi aastaist 1966–1989 ('Der freie Mann. 300 Vierzeiler aus den Jahren 1966–1989'). Tallinn: Eesti Raamat 1997. 93 S.
- Iseseisvumine. Iseseisvumisaastate luulet jaanuar 1988 – august 1991 ('Die Unabhängigkeit erlangen. Dichtung aus den Jahren der Wiedererlangung der Unabhängigkeit, Januar 1988 – August 1991'). Tallinn: Eesti Raamat 2004. 79 S.